# Parle-moi
Singles de Isabelle Boulay
Je t'oublierai, je t'oublierai
(1999) Un jour ou l'autre
(2001)
Parle-moi est une chanson de la chanteuse canadienne Isabelle Boulay, sortie en octobre 2000. C'est le premier single extrait de l'album Mieux qu'ici-bas, duquel elle est la première piste. Elle a été écrite et composée par Robert Goldman, crédité sous le pseudonyme J. Kapler. 
Elle a rencontré un grand succès en France et en Belgique, en restant dans leur hit-parade respectif durant 25 et 23 semaines et en atteignant leur deuxième et première place. Cela en fait le single d'Isabelle Boulay ayant eu le plus de succès dans ces deux pays.

## Description
La chanson évoque des thèmes sentimentaux, comme le reste de l'album dont elle fait partie. Elle décrit une relation amoureuse arrivant à son terme, le manque de communication dans celle-ci et la distance s'installant entre les deux membres du couple (« Tu es là, mais tu es si loin / De moi »). La narratrice est dans une situation de souffrance et dans le doute quant à la décision qu'elle doit prendre. Elle s'adresse à son conjoint supposé et l'interpelle en employant l'impératif dans le refrain (« Oh, dis-moi / Regarde-moi »).
Le morceau est construit en un long crescendo, la chanson progressant en intensité. Plusieurs instruments (basse, batterie, guitares) s'ajoutent au fur et à mesure à ceux présents au début, leur jeu devenant également plus intense, jusqu'à la fin du morceau en fondu.

## Liste des pistes
- CD single

1. Parle-moi — 3:45
2. Je n'voudrais pas t'aimer — 4:11

- Téléchargement numérique

1. Parle-moi — 3:45
2. Parle-moi (live) — 3:43

## Classements
Le single entre en France dans le classement singles le 14 octobre 2000, à la huitième place. Il atteint la deuxième position à deux reprises non consécutives. Après être resté dans le top 10 pendant 12 semaines, le single chute progressivement, restant 22 semaines dans le top 50, et 24 semaines dans le top 100. Il a reçu un disque d'or, certifiant 250 000 ventes.
| Classement (2000/2001)         | Meilleure place |
| ------------------------------ | --------------- |
| France (SNEP)                  | 2               |
| Belgique (Ultratop 50 Singles) | 1               |